# منطقة العبدلي الاقتصادية
منطقة العبدلي الاقتصادية، هي منطقة اقتصادية كويتية قيد التأسيس والإنشاء في منطقة العبدلي شمال دولة الكويت، وهي إحدى المناطق الاقتصادية الثلاث في البلاد إلى جانب كل من منطقة النعايم الاقتصادية ومنطقة الوفرة الاقتصادية. تبلغ مساحة منطقة العبدلي الاقتصادية 5 كم²، وهي من إنشاء وإدارة هيئة تشجيع الاستثمار المباشر التي أنشأت بالقانون رقم 116 لسنة 2013. في فبراير 2021، أقرت بلدية الكويت المخطط الهيكلي النهائي للمنطقة الاقتصادية. تهدف الحكومة الكويتية من إنشاء المنطقة لتنويع اقتصادها من خلال جذب المزيد من الاستثمارات الأجنبية لبناء اقتصاد مستدام للاستعداد لمرحلة ما بعد عصر النفط.

## المراحل الزمنية
تعمل الحكومة الكويتية على إنشاء منطقة العبدلي الاقتصادية وفقًا للمراحل الزمنية التالية:
- استكمال تصميم البنية التحتية والمخططات التنظيمية للمنطقة الاقتصادية الواقعة شمالي البلاد في الربع الثاني من عام 2022.
- تحديث الدراسات الاقتصادية والمالية والتوقيع عليها من قبل الجهات المعنية مطلع عام 2023.
- طرح مناقصة لمراحل التنفيذ في الربع الأول من عام 2023.
- التعاقد وإعداد وتنفيذ المنطقة الاقتصادية في الربع الثاني من عام 2023.